# Pastak Ālmān
Pastak Ālmān (persiska: Ālmān, پستک آلمان) är en ort i Iran.   Den ligger i provinsen Gilan, i den nordvästra delen av landet, 240 km nordväst om huvudstaden Teheran. Antalet invånare är 126.
Terrängen runt Pastak Ālmān är platt. Runt Pastak Ālmān är det tätbefolkat, med 659 invånare per kvadratkilometer. Närmaste större samhälle är Rasht, 4,6 km söder om Pastak Ālmān. Runt Pastak Ālmān är det i huvudsak tätbebyggt.